# Скажи, що любиш
Скажи, що любиш — мелодрама 2000 року.

## Сюжет
Бідний співак Рохіт і дочка багатія Сонія закохалися одне в одного з першого погляду. Під час круїзу вони втекли від компанії друзів і опинилися удвох на пустинною острові. Тут вони провели кращі дні свого життя. Але закоханих все-таки знайшли. Друзі Соніі допомогли Рохіту стати відомим в світі шоу-бізнесу. Все йшло до весілля, як одного разу Рохіт став свідком розправи бандитів з комісаром поліції і тим самим підписав собі смертний вирок. Щоб Сонія прийшла в себе після смерті коханої людини, батько відправляє її до родичів у Нову Зеландію. Тут-то дівчина несподівано зустрічає Раджа Чопра, дивно схожого на її нареченого Рохіта.